# J. Eugene Harding

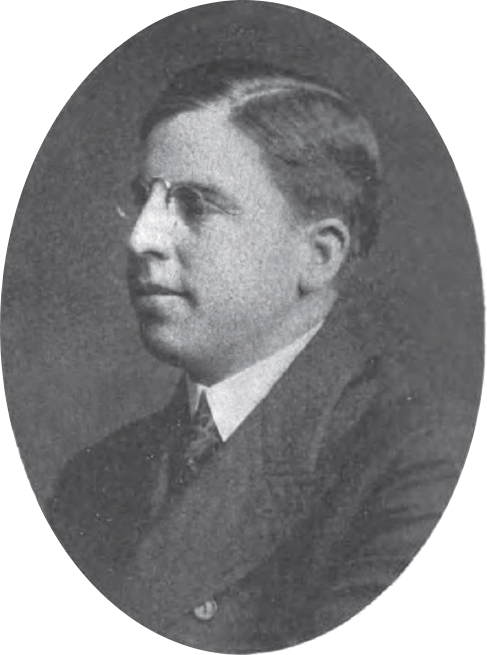
J. Eugene Harding

John Eugene Harding (* 27. Juni 1877 in Excello, Ohio; † 26. Juli 1959 in New Haven, Connecticut) war ein US-amerikanischer Politiker. Zwischen 1907 und 1909 vertrat er den Bundesstaat Ohio im US-Repräsentantenhaus.

## Werdegang
Eugene Harding wurde in Excello geboren, das heute ein Teil der Stadt Middletown ist. Er besuchte die öffentlichen Schulen in Amanda und absolvierte danach die Pennsylvania Military Academy in Chester. Anschließend studierte er bis 1900 an der University of Michigan in Ann Arbor. In den folgenden Jahren arbeitete er in Middletown in verschiedenen Industrieunternehmen. Darunter war auch die familieneigene Firma, die Papier herstellte. Gleichzeitig schlug er als Mitglied der Republikanischen Partei eine politische Laufbahn ein. Im Jahr 1902 gehörte er dem Senat von Ohio an.
Bei den Kongresswahlen des Jahres 1906 wurde Harding im dritten Wahlbezirk von Ohio in das US-Repräsentantenhaus in Washington, D.C. gewählt, wo er am 4. März 1907 die Nachfolge von Robert M. Nevin antrat. Da er im Jahr 1908 als unabhängiger Kandidat nicht wiedergewählt wurde, konnte er bis zum 3. März 1909 nur eine Legislaturperiode im Kongress absolvieren.
1910 war Harding Delegierter zum regionalen Parteitag der Republikaner in Ohio. In den folgenden Jahren war er in Chicago in der Papierindustrie beschäftigt. Später zog er nach New York, wo er zwischen 1921 und 1926 für die Firma Pure Oil Co. arbeitete. Danach war er auch in verschiedenen anderen Industriebranchen tätig. 1949 zog er sich in den Ruhestand zurück. Eugene Harding starb am 26. Juli 1959 in New Haven und wurde in Middletown beigesetzt.